# Metarbela kobesi
Metarbela kobesi is een vlinder uit de familie van de Metarbelidae. De wetenschappelijke naam van de soort is voor het eerst gepubliceerd in 2007 door Ingo Lehmann.
Deze soort komt voor in Namibië.